# 성안동 (울산)
성안동(聖安洞)은 울산광역시 중구의 행정동, 법정동이다. 본래 북정동에 속한 법정동이었으나 2014년 9월 1일 행정동 북정동이 폐지되면서 교동 일부와 합쳐 행정동 성안동이 신설되었다.

## 역사
- 삼한시대 : 진한에 속하였으며, 굴아화촌 읍락 형성
- 신라 파사 이사금 : 굴아화현 설치
- 고려 태조 : 하곡, 동진, 우풍의 3현을 합하여 흥례부로 승격
- 995년 (고려 성종 14년) : 별호를 학성이라 칭함
- 1413년 (조선 태종 13년) : 울산군으로 개칭
- 1598년 (조선 선조 31년) : 울산도호부로 승격
- 1804년 (조선 순조 4년) : 성인동리라 불림
- 1894년 (조선 고종 31년) : 성동과 상리동으로 분할
- 1895년 (조선 고종 32년) : 울산군으로 개칭
- 1910년 10월 1일 : 면제 실시로 울산군 울산면에 속함
- 1914년 : 부군면 통폐합으로 성동과 상안동에 내상면 외약동 및 농소면 오정동, 길촌동의 각 일부씩을 합하여 성안리라 함. 성안리는 성동의 성(聖)과 상안의 安(안)을 서로 딴 명칭임.
- 1931년 11월 1일 : 울산면이 울산읍으로 승격되어 울산읍에 속함
- 1962년 6월 1일 : 울산읍이 하상면과 합쳐 울산시로 승격되어 울산시 성안동이 됨.
- 1972년 10월 1일 : 행정동 개편으로 성안동이 북정동에 속하게 됨.
- 1985년 7월 15일 : 울산시의 구제 실시로 울산시 중구에 속함
- 2014년 9월 1일 : 행정동인 북정동이 폐지되면서 교동 일부와 성안동을 합쳐 행정동 성안동 신설.

## 언론
- 울산교통방송
- 울산불교방송